# Hugo Hagen
Hugo Hagen, né en 1818 et mort le 14 avril 1871 à Berlin, est un sculpteur allemand de l'école de sculpture de Berlin.

## Biographie
Hugo Hagen est élève de Ludwig Wilhelm Wichmann. De 1842 à 1857, il est assistant de Christian Daniel Rauch dans son atelier de Berlin et il collabore à sa statue équestre de Frédéric le Grand qui se trouve Unter den Linden. Il assiste aussi Rauch pour sa statue d'Albert Thaer à Berlin (université Humboldt) et celle de Kant à Königsberg.
Il devient en 1865 directeur du musée Rauch (Rauch-Museum) de Berlin.
Il termine, après la mort de son auteur Hermann Schievelbein, la statue du baron de Stein à la chambre des députés de Berlin (1867).

## Œuvres

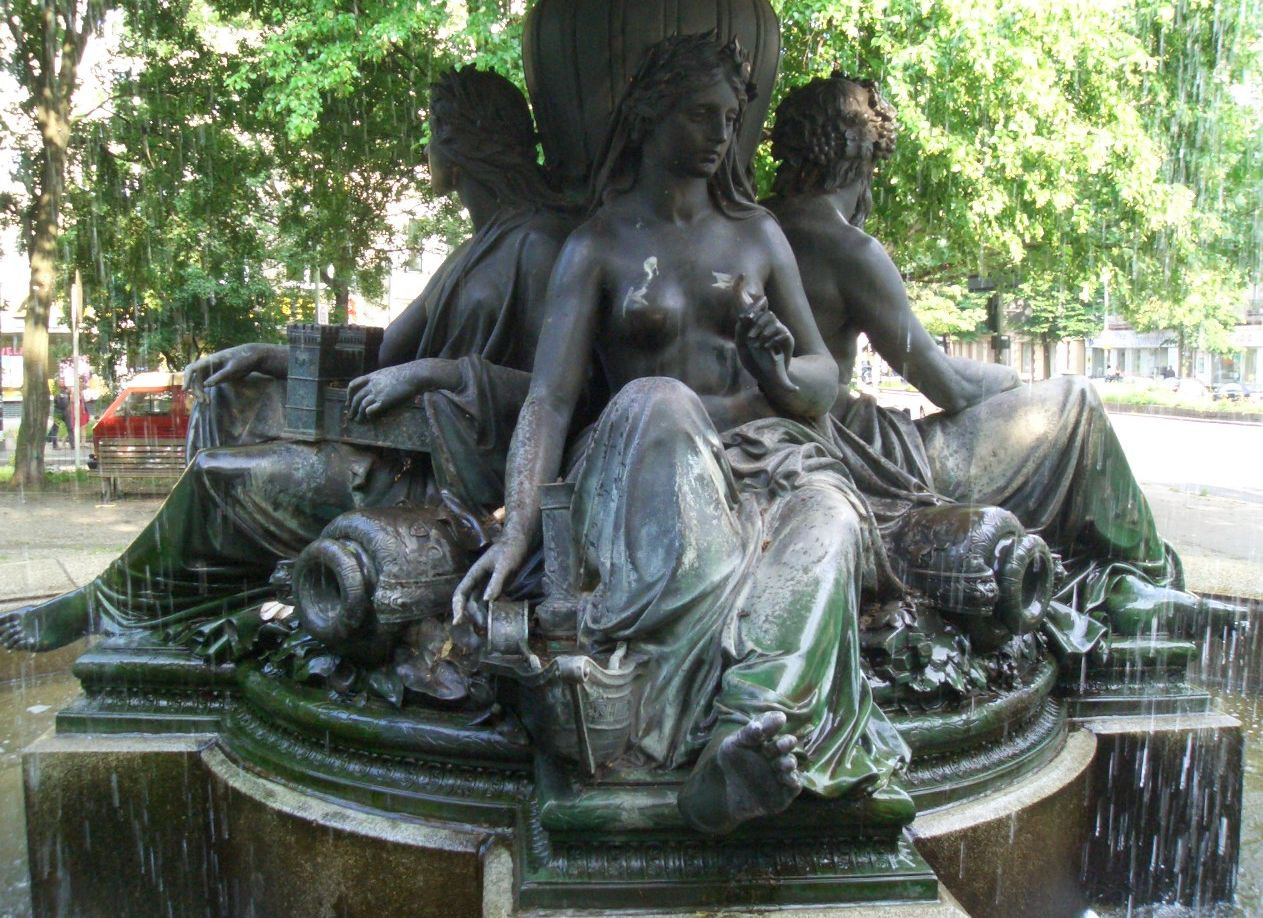
Détail de la fontaine de Wrangel à Berlin-Kreuzberg

- 1856: monument commémoratif de la bataille de Rossbach (détruit)
- Buste de la princesse Victoria, château de Windsor
- 1854: buste d'une vieille dame, Berlin, Skulpturengalerie
- 1860-1861: groupe sculpté avec Pégase, Altes Museum, Berlin
- 1862: statue du comte de Brandebourg, autrefois à la Leipziger Platz de Berlin
- 1862: buste de la reine Augusta, pour le château de Babelsberg
- 1866-1869: statue de Johann Gottfried Schadow, Altes Museum
- 1866: buste du Kronprinz Frédéric-Guillaume, château de Tegel
- Ange à taille humaine pour la sépulture Schulte, au cimetière de Luisenstadt
- après 1866: fontaine de Wrangel, placée en 1877 à la Kemperplatz, aujourd'hui à Berlin-Kreuzberg